# Syngamia varanalis
Syngamia varanalis là một loài bướm đêm trong họ Crambidae.